# Charlie
Horváth Károly, művésznevén Charlie (Ondód, 1947. október 28. –) Liszt Ferenc-díjas magyar énekes, könnyűzenész, a rock, a jazz, a blues, a soul és a funk jellegzetes hangú előadóművésze, trombitás.

## Pályafutása

### A kezdetek
A Vas vármegyei Ondódon született. Két éves volt, mikor szüleivel Sopronba költözött, négyévesen pedig már Budapesten élt a családjával. A nyarakat rendre Sében a nagyszülőknél töltötte.
Eredetileg balett-táncosnak készült, Markó Iván évfolyamtársaként kezdett, de egy betegség miatt szakítania kellett ilyen ambícióival. Székesfehérvárra, a József Attila Gimnáziumba (ma Ciszterci Szent István Gimnázium) járt középiskolába, ahol gimnazista évei során alapított először rockegyüttest, majd 1967-től a Decca tagja lett. Az együttest jogi okokból át kellett nevezniük, választásuk a mexikóvárosi világverseny által megihletve az Olympiára esett. Ez a Deccával csak részben azonos felállás már kisebbfajta nemzetközi hírnévre is szert tett: országszerte tett fellépéseik mellett Belgrádban is zenéltek. 1970-ben belső ellentétek miatt feloszlott az Olympia.
Charlie egy időre külföldön próbált szerencsét, két és fél évet töltött Afrikában az Africa nevű formációval, ami felszabadító hatással volt rá zenei és emberi értelemben egyaránt. Ekkoriban fordult érdeklődése a funk és a soul felé. A 70-es évek első felében kezdett együtt dolgozni öccsével, a szaxofonon és fuvolán játszó Horváth Csabával, valamint Tátrai Tiborral.

### A Generálban
Hazatérve végül 1975-től Tátraival együtt a sikeres, ám felbomlófélben levő Generál sorait erősítette, melynek új arculatot adott, nem vállalva az addigi, nem neki írt dalok előadását. Három lemezt készített az együttessel: a Zenegépet, a Heart of Rockot és a Piros biciklit, közben számos turnén játszottak Lengyelországban, az NDK-ban és Nyugat-Berlinben. Charlie az afrikai évek tapasztalatai nyomán a magyar könnyűzenében elsők között nyúlt kongához. Az itthoni sikerek azonban nem voltak olyan nagyok, mint azt a nemzetköziekből lehetett volna gondolni, ehhez pedig a könnyűzene állami felügyeletében mindenható Erdős Péter azon törekvése is párosult, hogy egy időre pihentesse a Generált. Mire a második nagylemez, (Piros bicikli) megjelent, a formáció 1979-ben feloszlott.

### Ismét külföldön
Egy időre egy névben újjáalakult Olympia adott helyet a zenésznek, és svájci és skandináviai fellépéseket tartottak. Charlie-t egy időben a Rock Színház is megkereste, hogy játssza el a Jézus Krisztus szupersztár főszerepét, de ő elutasította a kérést. Az 1982-ben alakult Pannonia Express megkeresésére igent mondó Charlie tíz évre gyakorlatilag ismét elhagyta Magyarországot, és az együttessel vagy külön úton járva bejárta a világot Svájctól Japánon és Spanyolországon át Norvégiáig és az Amerikai Egyesült Államokig.

### A Tátrai Band és Charlie szólókarrierje
Charlie 1990-ben tért haza, és a Tátrai Band énekese lett; szólókarrierje 1994-ben indult. A Tátraival 10 lemezt adott ki (A küszöbön túl, Kísértés, New York, New York, Best of Tátrai, Utazás az ismeretlenbe I-II, A Hold szerelme, Trilógia (Hajnali szél, Live, Városi lebegés), Különös álom, Mexicano, Csillagszél), végül önálló zenekara lett. Szólóénekesként hatalmas sikereket aratott, számos slágert énekelt (legismertebb dalai: az emblematikus Jég dupla whiskey-vel, Az légy, aki vagy, Nézz az ég felé). Albumai, dalai és koncertjei rendre számos díjat gyűjtöttek be, de állami kitüntetéseket is hoztak a zenésznek, aki közben nagy koncertkörutakat tartott. Ő képviselte Magyarországot az 1998-as Eurovíziós Dalfesztiválon A holnap már nem lesz szomorú című dalával.
A 90-es évek közepén kezdődött máig tartó szoros együttműködése Lerch Istvánnal és László Attilával. Az ő közreműködésével valósult meg a váratlanul sikeres kísérlet: 2001-ben a közönség merőben újszerű stílusban hallhatta Charlie-t énekelni. A populárisabb jazzt bemutató, ismert régi dalokat is big bandes átdolgozásban tartalmazó Jazzt 2002-ben a Soul & Jazz, 2005-ben pedig a Funky, Soul & Jazz követte. 2006-ban aztán a zenész a régi, populárisabb stílushoz talált vissza Másképp ugyanúgy című lemezével.
Nős, feleségével, Széles Katalin képzőművésszel 1978-ban házasodtak össze. Egyetlen gyermekük, Horváth Ákos – művésznevén Axl – maga is zenész, több dalt írt már apja számára, és több alkalommal a színpadon is énekelt vele.

### Filmek
Az 1960-as évek végén zenén kívül filmezéssel is foglalkozott, 1968-ban Bacsó Péter Fejlövés és 1971-es Kitörés című filmjében, Kovács Kati mellett, főszerepet, majd 1969-ben Mészáros Márta Holdudvar című filmjében mellékszerepet játszott, szerepelt a Hello Doki két részében is. (A Decca énekeseként feltűnt az Extázis 7-től 10-ig c. filmben is.[forrás?])

## Díjak, elismerések
- EMeRTon-díj (1991, 1993, 1994, 1997)
- Arany Mikrofon-díj – Az év énekese (1992)
- Arany Zsiráf-díj (1994)
- Az év lemeze – Charlie (1994)
- Az év legsikeresebb rockalbuma (1994)
- Az év énekese – Pesti Műsor (1994)
- Liszt Ferenc-díj (1997)
- A Magyar Köztársasági Érdemrend kiskeresztje (1998)
- Budapestért díj (2003)
- Kőbánya díszpolgára (2003)
- Artisjus-életműdíj (2006)
- Börze Award – Életműdíj (2007)
- Regionális Prima díj (magyar zeneművészet kategória, 2016)
- Budapest díszpolgára (2018)[6]
- Petőfi Zenei Díj – Életműdíj (2020)[7]
- Fonogram díj – Az év hazai klasszikus pop-rock albuma (2021)[8]

## Diszkográfia

### Szólólemezek
| Év   | Album                                     | Legmagasabb helyezés                   | Minősítés      |
| Év   | Album                                     | MAHASZ Top 40 album- és válogatáslemez | Minősítés      |
| ---- | ----------------------------------------- | -------------------------------------- | -------------- |
| 1994 | Charlie - Megjelenés: 1994.               | 2                                      | - Platinalemez |
| 1995 | Mindenki valakié - Megjelenés: 1995.      | 1                                      | - Platinalemez |
| 1996 | Csak a zene van - Megjelenés: 1996.       | 2                                      |                |
| 1996 | Just Stay Who You Are - Megjelenés: 1996. | -                                      |                |
| 1997 | Annyi minden történt - Megjelenés: 1997.  | 5                                      |                |
| 1998 | Fűszer cseppenként - Megjelenés: 1998.    | 4                                      |                |
| 1999 | Greatest Hits - Megjelenés: 1999.         | 26                                     |                |
| 2001 | Jazz - Megjelenés: 2001.                  | 3                                      | - Aranylemez   |
| 2002 | Soul & Jazz - Megjelenés: 2002.           | 5                                      |                |
| 2003 | Funky, Soul & Jazz - Megjelenés: 2003.    | 6                                      |                |
| 2003 | Trilógia - Megjelenés: 2003.              | -                                      |                |
| 2004 | Greatest Hits 2. - Megjelenés: 2004.      | -                                      |                |
| 2006 | Másképp ugyanúgy - Megjelenés: 2006.      | 2                                      |                |
| 2006 | Platina sorozat - Megjelenés: 2006.       | 17                                     |                |
| 2013 | Charlie65 - Megjelenés: 2013.             | -                                      |                |
| 2015 | Az légy, aki vagy Top 10 Sláger           | -                                      |                |
| 2020 | Mindenen túl - Megjelenés: 2020.          | -                                      |                |

### Charlie videók
- 2002: Majd játszom, mikor érzem... Kisstadion 1996
- 2007: Absolut Live Kisstadion 2005

### Generállemezek
- 1977: Zenegép
- 1978: Heart Of Rock Lengyelországban jelent meg.
- 1979: Piros bicikli

### Olympia lemezek
- 2004: Hangulatok I. – koncert
- 2004: Hangulatok II. – koncert

### Tátrai Bandlemezek
- 1989: Illúziók nélkül
- 1990: Loose Associations
- 1991: A küszöbön túl
- 1992: Kísértés
- 1993: New York, New York – válogatás
- 1994: Utazás az ismeretlenbe I.
- 1994: Utazás az ismeretlenbe II.
- 1995: A Hold szerelme
- 1996: Hajnali szél
- 1996: Live – koncert
- 1996: Trilógia – gyűjtemény
- 1997: Különös álom
- 1999: Mexicano
- 2000: Tátrai legenda – válogatás
- 2003: Silence II. – Pálvölgyi Géza zeneszerzői válogatása
- 2006: Platina – válogatás

### Közreműködik
| Év   | Album                                                            | Dal |
| ---- | ---------------------------------------------------------------- | --- |
| 1994 | Mindannyian mások vagyunk                                        | Mindannyian mások vagyunk, Hívlak |
| 1996 | Best of szerelem                                                 | Nézz az ég felé |
| 1999 | Aranyág: Ártatlan világ                                          | New York New York, Vallomás |
| 2001 | Sacra Corona (FILMZENE)                                          | Ha messze mész, ki szívét osztja szét |
| 2001 | Sláger slágerek 5. / Minden idők legnagyobb slágerei (VÁLOGATÁS) | Száguldás, Porsche-szerelem |
| 2002 | Jöjjön el a te országod                                          | Ha messze mész, Ki szívét osztja szét |
| 2003 | Sláger slágerek – '90-es évek                                    | New York |
| 2003 | Silence (2CD)                                                    | A Hold szerelme, Helló barátom, Szárnynélküli angyalok, Illúziók nélkül, Hajnali szél, Adj még esélyt, Utazás az ismeretlenbe, Nehéz játék, Szavak helyett, Repüljünk együtt messzire, Mexicano, New York New York |
| 2004 | Pop líra                                                         | Nézz az ég felé, New York New York |
| 2005 | 50. szimfónia [ ÉLŐ ]                                            | |
| 2006 | Szabadság, szerelem (FILMZENE)                                   | Ki szívét osztja szét, New York New York |
| 2007 | Adjátok vissza a hegyeimet!                                      | Ha messze mész |
| 2008 | Koltay Gergely: Őrizz meg engem                                  | Még egy szó |
| 2009 | Best Of A Zene                                                   | New York |
| 2018 | Budapest Dal 2018                                                | Szerelmek városa |

## Könyvei
- Charlie. 77 sztori; Troubadour Books Kft., Kistarcsa (2024)[9]